# Kryštof z Lobkovic
Kryštof Popel z Lobkowicz na Pátku a Bílině (28. dubna 1549 Horšovský Týn – 25. května 1609 Praha), mladší, od roku 1590 starší, zvaný Tlustý byl příslušníkem tachovské větve šlechtického rodu Lobkowiczů. Na začátku 17. století byl nejváženější osobností rodu. Na dvoře Rudolfa II. zastával po deset let funkci nejvyššího hofmistra.

## Život
Narodil se v Horšovském Týně, jako syn Jana IV. Popela z Lobkowicz (1510–1570) a jeho manželky Anny z Bibrštejna († 1554). 
Kryštof získal vzdělání nejprve u pražských jezuitů v Klementinu, pak v Bologni a Perugii. Jeho vzdělání bylo pak podle dobových zvyklostí doplněno kavalírskou cestou po Evropě. V roce 1570 jej císař Maxmilián II. vybral jako doprovod arcivévodkyně Anny na její cestě do Španělska. Ve Španělsku zůstal Kryštof devět let.
Po svém návratu byl jmenován prezidentem rady nad apelacemi, poté i nejvyšším hofmistrem. Vzhledem k jeho velkým politickým a jazykovým schopnostem byl často pověřován diplomatickými úkoly. Například vyjednával mír s polským králem Zikmundem. Často jednal i s cizozemskými učenci, Peršany, Turky a Rusy. Při jedné z cest navštívil italské poutní místo v Loretu a po návratu do Horšovského Týna vystavěl v jeho zámeckém parku první dodnes stojící českou loretu. Byl také humanistickým básníkem, psal latinské verše.
Kryštof nepatřil k nejlepším hospodářům, zadlužil se a protože se mu nedostávalo peněz, prodal například pražský Lobkovický palác (dnes Schwarzenberský) svému vzdálenému příbuznému, nejvyššímu hofmistru Jiřímu Popelovi z Lobkovic. Roku 1587 dosáhl plnoletosti jeho bratr Vilém starší Popel z Lobkovic, se kterým se Kryštof rozdělil o otcovy statky. Kryštofovi zůstal Tachov a Bílina, zatímco Horšovský Týn získal Vilém.
Zemřel 25. května 1609 v Praze a byl pochován v katedrále sv. Víta.

## Majetek
Vlastnil Pátek nad Ohří, Tachov, jednu třetinu Bíliny a Divice.

## Rodina
Dvakrát se oženil. Nejprve 6. července 1578 s Marií z Mollartu († 15. 4. 1579), dcerou Petra z Mollartu, svobodného pána z Reinecku, a jeho manželky Anny Bánffy z Alsó Lindva (Castelanfi). Podruhé se oženil 17. září 1581 s Alžbětou Popelovnou z Lobkowicz, dcerou Jana V. Popela z Lobkowicz na Točníku a Nové Bystřici (asi 1527 – 18. 6. 1590) a jeho manželky Johany Novohradské z Kolowrat († 1586). Děti z druhého manželství:
- 1. Jan Kryštof (8. 7. 1584 Horšovský Týn – 4. 12. 1613)
  - ∞ (6. 11. 1612) Benigna Kateřina Libštejnská z Kolowrat (30. 9. 1582 Innsbruck – 2. 5. 1636 Linec), jejich syn:
    - 1. Jan Matyáš († po 1613)
- 2. Marie († 1. 11. 1606 Dobrovice, tam také pohřbena 20. 11. 1606)
  - ∞ (21. 10. 1596) Jindřich (Heník) z Valdštejna na Všejanech (1568 – 1. 5. 1623 Drážďany)
- 3. Anna Benigna, zvaná Polyxena († 1646)
  - ∞ (24. 7. 1608) Vilém z Fürstenbergu (4. 2. 1586 – 18. 11. 1618)